# Olešná u Rakovníka

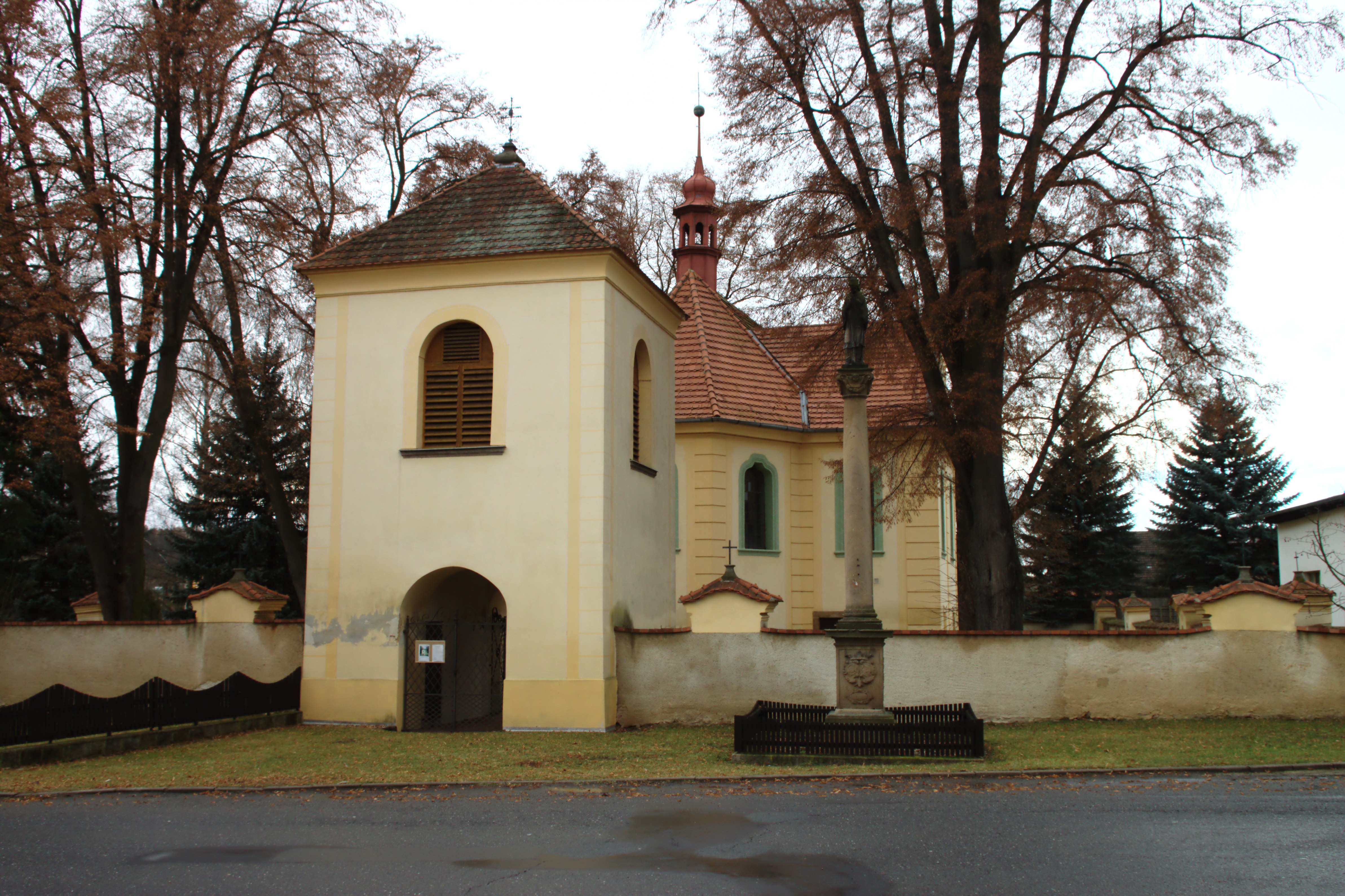
Kirche St. Martin und Glockenturm

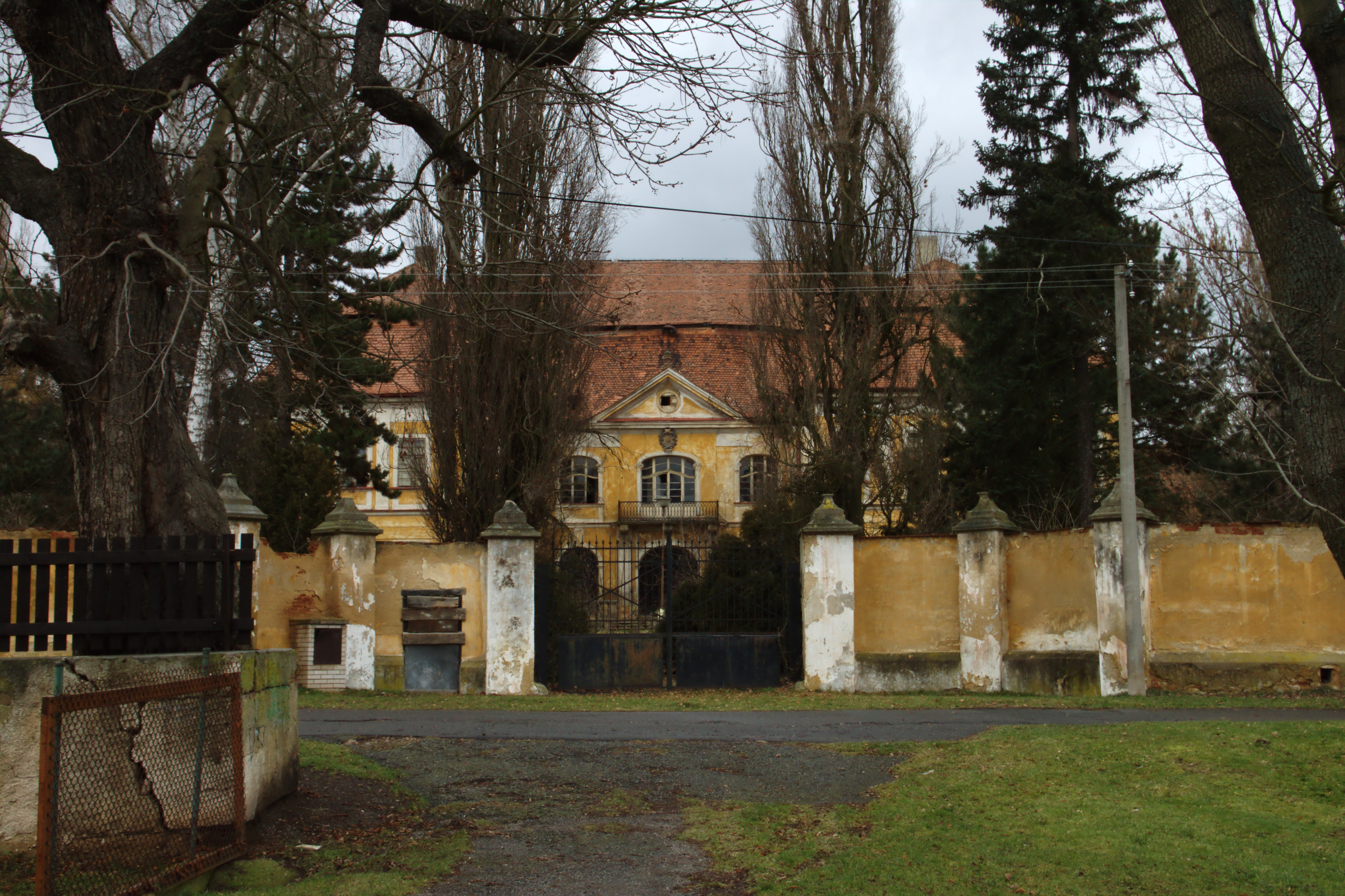
Schloss Olešná

Olešná (deutsch Woleschna) ist eine Gemeinde in Tschechien. Sie liegt vier Kilometer nordwestlich von Rakovník und gehört zum Okres Rakovník.

## Geographie
Olešná befindet sich in der Rakovnická kotlina (Rakonitzer Kessel) im Rakonitzer Hügelland. Das Dorf liegt im seichten Tal des Baches Olešná, der am westlichen Ortsrand im Teich Obecní rybník und östlich unterhalb des Ortes im Teich Olešenský rybník gestaut wird.
Südwestlich erhebt sich die Blatina (407 m) und im Nordwesten der Strže (404 m). Die Station Olešná u Rakovníka der Bahnstrecke Krupá–Kolešovice liegt zweieinhalb Kilometer nördlich des Dorfes im Wald.
Nachbarorte sind Nový Dvůr, Nesuchyně und Mutějovice im Norden, Krupá, Podhůrka und Lišany im Nordosten, Rozvodna, Lužná II, Čistý Rybník, Červený Mlýn, Hlavačov und Lužná im Osten, Na Cikánce, Na Kokrdech, Rakovník und Bendovka im Südosten, Zákonův Mlýn, Samota-Senomaty, Lubná und Hostokryje im Süden, Senomaty und Nouzov im Südwesten, Přílepský Mlýn, Přílepy und Kolešovice im Westen sowie Kněževes und Chrášťany im Nordwesten.

## Geschichte
Die erste schriftliche Erwähnung von Olešná erfolgte am 7. Mai 1353, als König Karl IV. das zu den Pürglitzer Lehen gehörige Dorf zusammen mit Krupá, Bratronice und Žilina den Mansionaren der Kirche des hl. Veit auf der Prager Burg überließ. Nach den Errichtungsbüchern ist seit 1384 ein Pfarrer nachweislich. Später erlosch die Pfarrei und wurde der Kirche in Herrndorf als Filiale zugeordnet. Während der Hussitenkriege fiel Olešná wieder der böhmischen Krone zu. Im Jahre 1478 schenkte König Vladislav II. Jagiello das Gut seinem Höfling Georg von Ebersdorf, der sich später Georg Birka von Nassidl (Bírka z Násidle) nannte und 1490 zum Pürglitzer Burghauptmann ernannt wurde. Im Jahre 1507 ließ dieser in Woleschna einen Hof mit Feste anlegen, nahm dort seinen Sitz und legte sich das Prädikat von Woleschna zu. 1510 erbten seine Söhne das Gut. Im Jahre 1520 entstand die Brauerei. Sie verkauften Woleschna 1530 an den Ritter Johann von Slowitz (Jan Šlovský ze Šlovic), der sich danach auch von Woleschna nannte und 1573 verstarb. Ab 1550 gehörte die aus den Allodialgütern Woleschna und Pawlcin sowie dem Lehngut Přilep bestehende Herrschaft Woleschna gemeinschaftlich Johann von Slowitz und seinem Sohn Georg, ab 1574 den Brüdern Georg und Christoph von Slowitz, die noch das Lehngut Kroschau hinzu erwarben. Ihnen folgte Adam von Slowitz, der die Herrschaft 1616 seiner Frau Katharina Rosina geborene Rensperger von Rensperg überschrieb. Wenig später erwarb Christoph Jaroslaw Kolowrat-Krakowsky die Herrschaft. Im Vorfeld der Schlacht am Weißen Berg kam es 1620 bei Woleschna zu Gefechten. Die Herren von Kolowrat hielten die Herrschaft bis 1671. Anschließend wechselten die Besitzer oftmals. Von 1672 bis 1678 gehörte Woleschna Ludmilla Maria Zeller von Rosenthal, von 1690 bis 1699 den Freiherren von Kaiserstein. Im Jahre 1700 erwarb Peter Ernst von Mollart die Herrschaft durch Heirat mit Marie Ludmilla von Kaiserstein. Später besaßen Peter Ernst und Johann Nepomuk von Mollart die Herrschaft gemeinsam. Ab 1734 war letzterer alleiniger Besitzer, 1741 erbte seine Schwester Maria Anna Gräfin Meraviglia den Besitz. Im Jahre 1768 wurde in Woleschna wieder eine Pfarre eingerichtet. 1776 erbte Maria Annas Witwer Johann Stephan Graf Meraviglia die Herrschaft Woleschna, drei Jahre später folgte sein Sohn Anton Graf Meraviglia-Crivelli. Dieser hinterließ die Herrschaft 1808 seiner Frau, Eleonora geborene Gräfin von Traun. 1818 erbte ihr Sohn Anton Graf Meraviglia-Crivelli die Herrschaft Woleschna; er verkaufte sie 1836 für 220.000 Gulden sowie 500 Dukaten Schlüsselgeld an Karl Egon II. zu Fürstenberg, der Woleschna seinen vereinigten Herrschaften und Gütern Pürglitz, Kruschowitz, Nischburg, Wschetat, Skřiwan und Podmokl zuschlug.
Im Jahre 1843 umfasste die Herrschaft Woleschna eine Nutzfläche von insgesamt 4062 Joch 106 Quadratklafter. Die Wälder mit einer Fläche von 1485 Joch 370 Quadratklafter wurden von zwei Forstrevieren, dem Woleschner und Swojetiner Revier, vom Fürstlichen Forstamt bewirtschaftet. Auf dem Gebiet der Herrschaft lebten 2621 Personen; die Bevölkerung war tschechischsprachig, jedoch waren die Dörfer Wetzlau, Swojetin und Johannesthal deutschsprachig. Die Herrschaft bewirtschaftete die Maierhöfe Woleschna, Neuhof, Kroschau und Pawltschin; zu den Höfen Woleschna und Neuhof gehörten auch Schäfereien. Zur Herrschaft Woleschna gehörten die Dörfer Woleschna, Neuhof, Kroschau, Přilep, Wetzlau (Veclov), Swojetin und Johannesthal sowie der Meierhof Pawltschin (Povlčín).  Das an der Alten Karlsbader Straße gelegene Dorf Woleschna bestand aus 69 Häusern mit 709 Einwohnern. Unter obrigkeitlichem Patronat stand die Pfarrkirche zum hl. Martin. Außerdem gab es im Ort ein obrigkeitliches Schloss, eine Schule, ein Bräuhaus, ein Branntweinhaus, einen Meierhof mit Schäferei, ein Forsthaus und ein Wirtshaus. Woleschna war Pfarrort für Neuhof. Bis zur Mitte des 19. Jahrhunderts war Woleschna das Amtsdorf des an die Herrschaft Pürglitz angeschlossenen landtäfligen Allodialgutes Woleschna.
Nach der Aufhebung der Patrimonialherrschaften bildete Olešná / Woleschna ab 1850 eine Gemeinde im Bezirk und Gerichtsbezirk Rakonitz. Im selben Jahre wurde die Brauerei stillgelegt und in ihrem Gebäude eine Brennerei eingerichtet. Nach dem Tode des Karl Egon II. zu Fürstenberg erbte 1854 dessen zweitgeborener Sohn Max Egon I. die Pürglitzer Güter. Im Jahre 1918 verkaufte die Familie Fürstenberg das Schloss und Gut Olešná an die Stadt Rakovník. Im Jahre 1932 lebten in Olešná 674 Personen. Die Stadt Rakovník veräußerte während der Weltwirtschaftskrise das Schloss und Gut Olešná, ohne die Wälder, 1934 an den Generaldirektor der Česká uhelná společnost s.r.o, Karel Galler.

## Gemeindegliederung
Für die Gemeinde Olešná sind keine Ortsteile ausgewiesen.

## Sehenswürdigkeiten
- Barocke Kirche St. Martin, das im 14. Jahrhundert errichtete gotische Bauwerk wurde im 18. Jahrhundert barockisiert. In der Kirche befinden sich die Grabmäler der Ritter von Slowitz. Neben der Kirche steht ein gemauerter Glockenturm.
- Schloss Olešná, es entstand für Johann von Slowitz aus der 1507 erbauten Feste und wurde zwischen 1750 und 1760 unter Maria Anna Gräfin Meraviglia barock umgestaltet. Johann Stephan Graf Meraviglia ließ den französischen Park anlegen. Nach dem Kauf der Herrschaft durch die Fürsten zu Fürstenberg verlor das Schloss in der Mitte des 19. Jahrhunderts seine Bedeutung als Herrensitz. Der Ostflügel diente danach als Wohnung des Gutsverwalters, der übrige Teil als Hopfenlager und Unterkunft für die Hopfenpflücker. 1948 wurde das Schloss verstaatlicht und die Maschinen-Traktoren-Station des Okres Rakovník eingerichtet. Das verfallene Schloss mit dem ruinösen Wirtschaftshof befindet sich heute wieder im Besitz der Gallerschen Erben und ist nicht zugänglich. Seit Februar 2013 wird es für 5 Mio. Kronen zum Verkauf offeriert.[6]
- Barocke Statue des hl. Josef südöstlich des Dorfes, geschaffen in der 1. Hälfte des 18. Jahrhunderts
- Barocke Statue des hl. Johannes von Nepomuk an der Kirche, geschaffen in der 1. Hälfte des 18. Jahrhunderts
- Barocke Säule mit Figurengruppe Pieta
- Barocke Statue der Jungfrau Maria mit Jesuskind, nordwestlich von Olešná
- Naturreservat Červená louka, Moor- und Feuchtwiesengebiet östlich von Olešná am Unterlauf des gleichnamigen Baches
- Naturreservat Tankodrom, südlich des Dorfes
- Reste der Burg Hlavačov, östlich von Olešná über dem Tal des Lišanský potok